# Dây chằng tam giác phải
Dây chằng tam giác phải là nếp phúc mạc nằm ở bờ phải vùng trần của gan, nối gan với cơ hoành. Dây chằng tam giác phải có nguồn gốc từ dây chằng vành.

## Ảnh

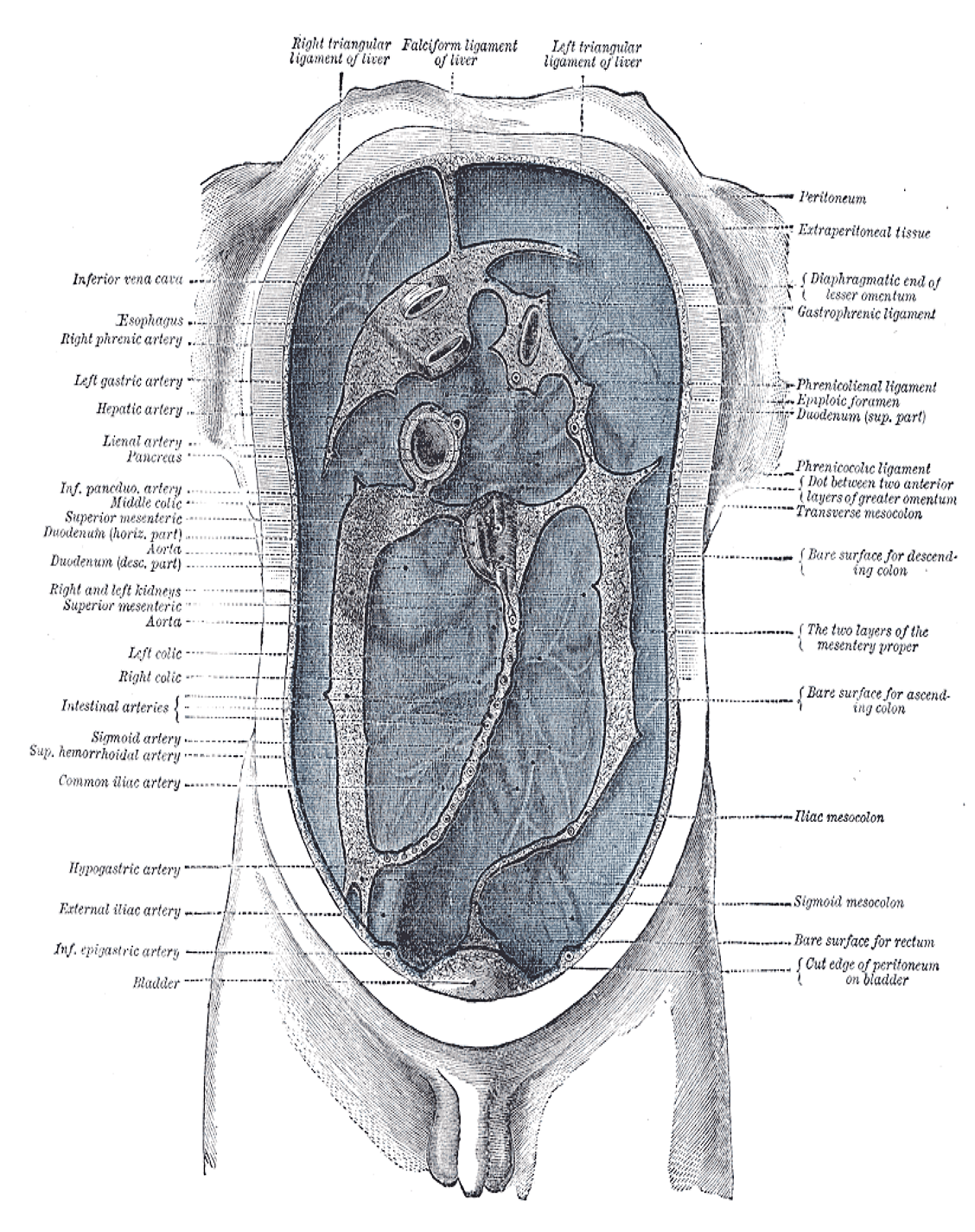
Lá phúc mạc rời thành bụng để chui vào bọc nội tạng.